# IC 478
IC 478 је спирална галаксија у сазвјежђу Близанци која се налази на листи објеката дубоког неба у Индекс каталогу.
Деклинација објекта је + 26° 29' 32" а ректасцензија 7h 53m 41,6s. Привидна величина (магнитуда) објекта IC 478 износи 14,4 а фотографска магнитуда 15,2. IC 478 је још познат и под ознакама CGCG 148-55, PGC 22109.